# Птак, Эвелина
Эвелина Птак (пол. Ewelina Ptak, урождённая Клёцек (пол. Klocek); род. 20 марта 1987, Тшебница, Нижнесилезское воеводство, Польша) — польская легкоатлетка, специализирующаяся в спринтерском беге. Призёр чемпионата мира в помещении 2016 года в эстафете 4×400 метров. Призёр чемпионата Европы, летних Универсиад в эстафете 4×100 метров. Двукратная чемпионка Польши. Участница летних Олимпийских игр 2008 и 2012 годов.

## Биография
Первого крупного успеха в карьере Эвелина Клёцек добилась на юниорском чемпионате мира, где выиграла бронзовую медаль в беге на 200 метров.
В 2007 году участвовала в чемпионате мира, дойдя до четвертьфинала в индивидуальном виде и став восьмой в финале эстафеты 4×100 метров.
Была в составе сборной Польши в финале летних Олимпийских игр 2008 года: девушки были дисквалифицированы за нарушение правил при передаче эстафетной палочки.
В 2008 году вышла замуж за бегуна на 400 метров Павла Птака и с нового сезона стала выступать под новой фамилией. Завоевала две серебряные медали на молодёжном чемпионате Европы (на дистанции 200 метров и в эстафете), добавив их к эстафетному серебру Универсиады 2009 года.
Своим выступлением на четвёртом этапе принесла бронзовые медали польской команде на чемпионате Европы 2012 года.
На Олимпийских играх в Лондоне польские девушки показали девятое время в предварительных забегах эстафеты 4×100 метров и не попали в финал.
С 2014 года стала специализироваться преимущественно в беге на 400 метров. Бежала в эстафете 4×400 метров на двух чемпионатах мира в помещении: в 2014 году стала четвёртой, а в 2016-м — второй, уступив только сборной США.
Закончила Вроцлавский университет с дипломом в области психологии. Является военнослужащим Вооружённых сил Польши (звание — старший солдат).

## Основные результаты
| Год  | Турнир                          | Место проведения          | Дисциплина       | Место       | Результат |
| ---- | ------------------------------- | ------------------------- | ---------------- | ----------- | --------- |
| 2005 | Чемпионат Европы среди юниоров  | Каунас, Литва             | 200 м            | 8-е         | 24,52     |
| 2006 | Чемпионат мира среди юниоров    | Пекин, Китай              | 200 м            | 3-е         | 23,63     |
| 2006 | Чемпионат мира среди юниоров    | Пекин, Китай              | эстафета 4×100 м | 5-е         | 44,70     |
| 2006 | Кубок мира                      | Афины, Греция             | эстафета 4×100 м | 4-е         | 43,91     |
| 2007 | Кубок Европы                    | Мюнхен, Германия          | эстафета 4×100 м | 6-е         | 43,84     |
| 2007 | Чемпионат Европы среди молодёжи | Дебрецен, Венгрия         | 200 м            | 4-е         | 23,45     |
| 2007 | Чемпионат Европы среди молодёжи | Дебрецен, Венгрия         | эстафета 4×100 м | 3-е         | 43,78     |
| 2007 | Чемпионат мира                  | Осака, Япония             | 200 м            | 23-е (1/4)  | 23,26     |
| 2007 | Чемпионат мира                  | Осака, Япония             | эстафета 4×100 м | 8-е         | 43,57     |
| 2008 | Кубок Европы                    | Анси, Франция             | 200 м            | 5-е         | 23,51     |
| 2008 | Кубок Европы                    | Анси, Франция             | эстафета 4×100 м | 6-е         | 43,53     |
| 2008 | Олимпийские игры                | Пекин, Китай              | эстафета 4×100 м | —           | DQ        |
| 2009 | Универсиада                     | Белград, Сербия           | эстафета 4×100 м | 2-е         | 43,96     |
| 2009 | Чемпионат Европы среди молодёжи | Каунас, Литва             | 200 м            | 2-е         | 23,07     |
| 2009 | Чемпионат Европы среди молодёжи | Каунас, Литва             | эстафета 4×100 м | 2-е         | 43,90     |
| 2010 | Чемпионат Европы                | Барселона, Испания        | 200 м            | 13-е (1/2)  | 23,48     |
| 2011 | Командный чемпионат Европы      | Стокгольм, Швеция         | эстафета 4×100 м | 7-е         | 43,77     |
| 2012 | Чемпионат Европы                | Хельсинки, Финляндия      | эстафета 4×100 м | 3-е         | 43,06     |
| 2012 | Олимпийские игры                | Лондон, Великобритания    | эстафета 4×100 м | 9-е (заб.)  | 43,07     |
| 2013 | Командный чемпионат Европы      | Гейтсхед, Великобритания  | эстафета 4×100 м | 6-е         | 43,85     |
| 2013 | Универсиада                     | Казань, Россия            | 200 м            | 9-е (1/2)   | 23,65     |
| 2013 | Универсиада                     | Казань, Россия            | эстафета 4×100 м | 3-е         | 43,81     |
| 2013 | Чемпионат мира                  | Москва, Россия            | эстафета 4×100 м | 11-е (заб.) | 43,18     |
| 2014 | Чемпионат мира в помещении      | Сопот, Польша             | эстафета 4×400 м | 4-е         | 3.29,89   |
| 2014 | Чемпионат мира по эстафетам     | Нассау, Багамские Острова | эстафета 4×100 м | 13-е (заб.) | 44,07     |
| 2014 | Командный чемпионат Европы      | Брауншвейг, Германия      | эстафета 4×100 м | 7-е         | 43,97     |
| 2015 | Чемпионат мира по эстафетам     | Нассау, Багамские Острова | эстафета 4×400 м | 5-е         | 3.29,30   |
| 2015 | Командный чемпионат Европы      | Чебоксары, Россия         | эстафета 4×400 м | 7-е         | 3.30,18   |
| 2016 | Чемпионат мира в помещении      | Портленд, США             | эстафета 4×400 м | 2-е         | 3.31,15   |
| 2016 | Чемпионат Европы                | Амстердам, Нидерланды     | эстафета 4×400 м | 4-е         | 3.27,60   |